# Емское
Емское — деревня в Пашском сельском поселении Волховского района Ленинградской области.

## История
Деревня Емска упоминается на карте Санкт-Петербургской губернии 1792 года А. М. Вильбрехта.
На карте Санкт-Петербургской губернии Ф. Ф. Шуберта 1834 года обозначены смежные деревни Емское и Силиванова.

ДЕНИСОВО — деревня принадлежит гвардии полковнику Зотову, число жителей по ревизии: 40 м. п., 31 ж. п.. (1838 год)

Деревни Емское и Селиванова отмечены на карте Ф. Ф. Шуберта 1844 года.

ЕМСКАЯ, СЕЛИВОНОВО она же и ДЕНИСОВО — деревня полковника Бегича, господ Мартьяновых и гвардии ротмистра Зотова, по просёлочной дороге,
 число дворов — 22, число душ — 99 м. п. (1856 год)

ЕМСКАЯ — деревня владельческая при реке Паше, число дворов — 12, число жителей: 42 м. п., 40 ж. п.

СЕЛИВАНОВО (ДЕНИСОВО) — деревня владельческая при реке Паше, число дворов — 12, число жителей: 47 м. п., 47 ж. п. (1862 год)

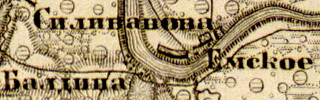
Деревня Емское на карте 1863 года

Согласно карте из «Исторического атласа Санкт-Петербургской Губернии» 1863 года деревня называлась Емское и располагалась смежно с деревней Силиванова.
В 1865 году временнообязанные крестьяне деревни выкупили свои земельные наделы у З. К. Зотова и стали собственниками земли.
В 1877—1879 годах временнообязанные крестьяне выкупили свои земельные наделы у Т. С. Лихачева.
Сборник Центрального статистического комитета описывал её так:

ЕМСКАЯ (СЕЛИВАНОВА) — деревня бывшая владельческая при реке Паше, дворов — 34, жителей — 176; часовня, лавка. (1885 год)

В конце XIX — начале XX века деревня административно относилась к Николаевщинской волости 3-го стана Новоладожского уезда Санкт-Петербургской губернии.
По данным «Памятной книжки Санкт-Петербургской губернии» за 1905 год, деревня называлась Емская и входила в состав Емского сельского общества.
С 1917 по 1923 год деревня Емское входила в состав Емского сельсовета Николаевщинской волости Новоладожского уезда.
С 1923 года в составе Пашской волости Волховского уезда.
С 1924 года в составе Рыбежского сельсовета.
С 1926 года в составе Емского сельсовета.
С 1927 года в составе Пашского района. В 1927 году население деревни Емское составляло 138 человек.
С 1928 года в составе Николаевщинского сельсовета.
По данным 1933 года деревня называлась Емское и являлась административным центром Николаевщинского сельсовета Пашского района Ленинградской области, в который входили 9 населённых пунктов: деревни Балдино, Большая Новая Весь, Емское, Малая Новая Весь, Николаевщина, Новая, Селеваново, сёла Колголема и Смоленское, общей численностью населения 1551 человек.
По данным 1936 года в состав Николаевщинского сельсовета с центром в деревне Емское входили 8 населённых пунктов, 311 хозяйств и 4 колхоза.

Деревня Емское на карте 1940 года

С 1955 года в составе Новоладожского района.
В 1958 году население деревни Емское составляло 76 человек.
С 1963 года в составе Волховского района.
По данным 1966 и 1973 годов деревня Емское также входила в состав Николаевщинского сельсовета Волховского района.
По данным 1990 года деревня Емское входила в состав Рыбежского сельсовета.
В 1997 году в деревне Емское Рыбежской волости проживали 18 человек, в 2002 году — 19 человек (русские — 95 %).
В 2007 году в деревне Емское Пашского СП — 11, в 2010 году — 16 человек.

## География
Деревня расположена в северо-восточной части района близ автодороги 41К-021 (Паша — Часовенское — Кайвакса).
Расстояние до административного центра поселения — 16 км.
Расстояние до ближайшей железнодорожной станции Паша — 22,5 км.
Деревня находится на правом берегу реки Паша.

## Демография
| 1838 | 1862 | 1885 | 1997 | 2002 | 2007 | 2010 |
| ---- | ---- | ---- | ---- | ---- | ---- | ---- |
| 71   | ↗176 | →176 | ↘18  | ↗19  | ↘11  | ↗16  |
| 2012 | 2017 |      |      |      |      |      |
| ↘8   | ↗13  |      |      |      |      |      |

### Национальный состав
Согласно данным Всероссийской переписи населения 2021 года в деревне проживали 15 человек, все русские.